# 顾黔
顾黔，南京大学文学院教授、方言与文化研究所所长，主要研究领域为汉语方言学、方言地理学。著有《通泰方言音韵研究》、《汉语方言共同音系研究》等书，担任中华人民共和国教育部2016年度“长江学者”特聘教授。

## 生平
曾就读于聊城大学政治系和南京大学；1986年至今，在南京大学任教。